# Zbigniew Cybulski
Zbigniew Hubert Cybulski (né le 3 novembre 1927 à Kniaze, près de Ivano-Frankivsk alors en Pologne, aujourd'hui en Ukraine et mort le 8 janvier 1967  à Wrocław) est un acteur de cinéma polonais.

## Biographie
Considéré comme le James Dean polonais, Zbigniew Cybulski jouera autant pour Andrzej Wajda (Cendres et Diamant) que pour des productions étrangères (La poupée de Jacques Baratier). En 1967, il est victime d'un accident ferroviaire à la gare centrale de Wrocław : il se tue en tombant d'un train en marche.

## Filmographie partielle
- 1955 : Une fille a parlé d'Andrzej Wajda : Kostek
- 1958 : Cendres et Diamant (Popiól i diament) d'Andrzej Wajda : Maciek Chełmicki
- 1959 : Train de nuit (Pociąg) de Jerzy Kawalerowicz : Staszek
- 1959 : La Croix de guerre (Krzyż Walecznych) de Kazimierz Kutz : Tadeusz Wiecek
- 1960 : Les Innocents charmeurs (Niewinni czarodzieje) d'Andrzej Wajda : Edmund
- 1961 : Adieu jeunesse de Wojciech Has : acteur
- 1962 : La Poupée de Jacques Baratier : colonel Prado Roth/le rebelle
- 1962 : L'Amour à vingt ans, sketch réalisé par Andrzej Wajda : Zbyszek
- 1963 : L'Art d'être aimée de Wojciech Has : Wiktor Rawicz
- 1963 : Pas de divorce (Rozwodów nie będzie) de Jerzy Stefan Stawiński : Gruszka
- 1963 : Le Pingouin (Pingwin) de Jerzy Stefan Stawiński : Łukasz
- 1964 : Aimer (Att älska), de Jörn Donner
- 1965 : Le Manuscrit trouvé à Saragosse (Rękopis znaleziony w Saragossie) de Wojciech Has : Alfonse van Worden
- 1965 : Salto de Tadeusz Konwicki
- 1965 : Sam pośród miasta : Konrad Ferenc
- 1966 : Jutro Meksyk d'Aleksander Ścibor-Rylski : Paweł Jańczak
- 1966 : Les Chiffres ou Les Codes (Szyfry) de Wojciech Has : Maciek